# Lewis Milestone
Lev Milstein, de nombre artístico Lewis Milestone (Chisináu, 30 de septiembre de 1895 - 25 de septiembre de 1980) fue un director estadounidense, ganador de dos Premios Óscar como mejor director.

## Trayectoria
Lev Milstein nació en la región de Besarabia, del antiguo Imperio Ruso (entre Ucrania y Moldavia), de una familia de religión judía, y muy joven se trasladó a los Estados Unidos, en 1912 donde cambió su nombre definitivamente a Lewis Milestone. Allí se ganó la vida con diferentes oficios hasta el comienzo de la Primera Guerra Mundial, cuando se alistó en el ejército y trabajó como ayudante de dirección en los filmes de entrenamiento de las tropas estadounidenses. Logró la nacionalidad estadounidense en 1919.
A partir de entonces, adquirió una serie de conocimientos que fueron la base para convertirlo en uno de los directores de referencia de la década de 1920 en Hollywood.

### Primeros filmes
Cuando acabó la guerra se trasladó a dicha ciudad para incorporarse en la industria del cine.
Trabajó en un comienzo como asistente de director, montador y guionista, hasta que el productor Darryl F. Zanuck le dio la oportunidad de dirigir su primera película: Seven Sinners (1925).
Después de este inicio, le seguirían otros títulos como De carbonero a gran señor (The Caveman) (1926) y The New Klondike (1926).
Pero su salto a la fama llegaría con Hermanos de armas (1927) (Two Arabian Knights), película protagonizada por William Boyd, Mary Astor y Louis Wolheim. Esta película le valdría su primer Óscar a la mejor dirección de comedia en la primera ceremonia de la Academia de Hollywood. Con ella, pues tendría su primer reconocimiento mundial.

### En el cine sonoro: grandes logros
Desde ese momento, sus proyectos se multiplicarían. El siguiente trabajo por el que sería recordado sería Sin novedad en el frente (1930), film antibélico protagonizado por Louis Wolheim que adaptaba la conocida novela de Erich Maria Remarque. Esta película, quizá el mayor alegato contra la guerra realizado en el cine, le valdría su segundo Óscar como mejor director, y, esta vez sí, en la categoría actual. Fue un momento en que la producción estadounidense expresó con vigor problemas sociales (lo hizo como Merwin Le Roy, Chaplin o Fritz Lang u otros más). La película, al ser estrenada en Berlín, dio lugar a choques de la izquierda contra los nazis; en Alemania se prohibió, lo que da la medida de su valor social.
Comenzaría entonces una de las etapas más prolíficas de su carrera. Después de Sin novedad en el frente, el director realizaría Un gran reportaje (1931), donde por vez primera vez se llevaba a la pantalla grande The Front Page, pieza teatral de Ben Hetch y Charles MacArthur, en una escenografía única y con una danza de la cámara alrededor de los actores. Esta misma obra sería filmada posteriormente por Howard Hawks con el título His Girl Friday, por Billy Wilder como Primera plana y por Ted Kotcheff como Interferencias. Con Un gran reportaje, Milestone lograría su tercera y última nominación. Además, para hacer una escena de ella, introdujo el uso del llamado 'rotoambulator', que es una máquina que combina la 'crane' y  la 'dolly' con tres ruedas, y usó avances de Howard Hawks para filmar la lucha de aviones.
A partir de ahí, trabajaría en todos los registros y con las estrellas de la época. Adaptó la novela de William Somerset Maugham, Lluvia, con Joan Crawford y Walter Huston, que fue un trabajo con acento especial. Hizo el musical Soy un vagabundo (1933) con Al Jolson. También se introdujo en el género de aventuras con El general murió al amanecer (1936), protagonizada por Gary Cooper y Madeleine Carroll. Y, además, rodó La fuerza bruta (1939), que fue una gran adaptación de De ratones y hombres, sobre el texto escrito por John Steinbeck.
En la década de 1940, su carrera tuvo un menor brillo. A pesar de lo cual dirigió proyectos muy destacables. En 1943 rodó La estrella del norte, sobre un pueblo de Ucrania que teme la entrada de las tropas alemanas y se organiza para ese evento; trabajaron Anne Baxter, Danna Andrews y Walter Huston. Asimismo, siguiendo la senda bélica ahora, hizo Un paseo bajo el sol (1945), donde narró el desembarco aliado en Italia y describe la vida de los soldados (Danna Andrews, Richard Conte, George Tyne); el guion era de Robert Rossen.
Por otra parte, hizo un film 'negro' sobre un crimen accidental El extraño amor de Martha Ivers (1946), con una excelente Barbara Stanwyck, acompañada de Kirk Douglas y Lizabeth Scott. Es una obra citada como clásica; el guion magnífico era de nuevo de Robert Rossen, que logró un buen texto de un melodrama mediocre; y Milestone aportó variaciones fílmicas que van del gótico al crudo naturalismo en su relato.
Finalmente, añadió a su filmografía Arco de triunfo (1948), de nuevo sobre el nazismo, con una novela de Erich Maria Remarque (trabajaron Ingrid Bergman, Charles Boyer y Charles Laughton). Y finalmente The Red Pony (El poney rojo) (1949), otra traslación cinematográfica de una obra de Steinbeck.

### Televisión y últimas cintas
En la década de 1950, Milestone se volcó casi por completo en el nuevo mundo de la televisión. A pesar de ello, destacan algunos títulos notables como Situación desesperada (1950), La ley del látigo (1952) con Maureen O’Hara y El inspector de hierro (1952), adaptación de Los Miserables de Victor Hugo.
En la década de 1960 realizaría sus últimas aportaciones para el cine. Destacan La cuadrilla de los once (Ocean's Eleven, 1960), película sobre un robo, que conocería una versión posterior de Steven Soderbergh, y Rebelión a bordo (1962), film de aventuras protagonizado por Marlon Brando y Trevor Howard, que ya tenía una versión previa dirigida por Frank Lloyd.
El 25 de septiembre de 1980, Lewis Milestone falleció a la edad de 84 años. Sus restos se encuentran en el Cementerio Westwood Village Memorial Park de Los Ángeles, California.
Antes de su muerte, la Universal pidió a Lewis Milestone que ayudase a restaurar All Quiet on the Western Front, en su metraje original. Se tardó un par de décadas en hacerlo; pero esa versión circula ampliamente en la TV y en video.
El director obtuvo su estrella en el Paseo de la Fama de Hollywood situado en el 7021 Hollywood Boulevard.

## Filmografía
Como director:
- Seven Sinners (1925)
- De carbonero a gran señor (The Caveman) (1926)
- The New Klondike (1926)
- Hermanos de armas (1927) (Two Arabian Knights)
- El jardín del edén (1928) (The Garden of Eden)
- La horda (1928) (The racket)
- Perfidia (1929) (Betrayal)
- Noches de Nueva York (1929) (New York Nights)
- Sin novedad en el frente (1930) (All Quiet on the Western Front)
- Un gran reportaje (1931) (The Front Page)
- Lluvia (1932) (Rain)
- Soy un vagabundo (1933) (Hallelujah, I’m a Bum)
- El general murió al amanecer (1936) (The General Died at Dawn)
- Of Mice and Men (1939)
- Unidos por la fortuna (1940) (Lucky Partners)
- Otra vez mía (1941) (My Life with Caroline)
- Al filo de la oscuridad (1943) (Edge of Darkness)
- La estrella del norte (1943) (The North Star)
- Un paseo bajo el sol (1945) (A Walk in the Sun)
- The Strange Love of Martha Ivers (1946)
- Arco de triunfo (1948) (Arch of Triumph)
- Ningún vicio menor (1948) (No Minor Vices)
- El poney rojo(The Red Pony) (1949)
- Situación desesperada (1950) (Halls of Montezuma)
- La ley del látigo (1952) (Kangaroo)
- El inspector de hierro (1952) (Les Miserables)
- El hechizo de Melba (1953) (Melba)
- La cima de los héroes (1959) (Pork Chop Hill)
- Ocean's Eleven (1960)
- Mutiny on the Bounty (1962)

## Premios y distinciones
Premios Óscar
| Año  | Categoría                  | Película                 | Resultado |
| ---- | -------------------------- | ------------------------ | --------- |
| 1928 | Mejor director de comedia  | Hermanos de armas        | Ganador   |
| 1930 | Óscar a la mejor dirección | Sin novedad en el frente | Ganador   |
| 1931 | Óscar a la mejor dirección | Un gran reportaje        | Nominado  |